# 정순균
정순균(鄭順均, 1951년 10월 25일 전라남도 순천~)은 대한민국의 기자, 정치인이다. 민선 7기 서울 강남구청장(2018. 7.~2022. 6.)을 지냈다.

## 생애
전라남도 순천시에서 태어났으나 초등학교 4학년 때 서울로 이사하였다. 
고려대학교 정치외교학과 졸업 후 중앙일보 기자로 활동하였다. 제16대 대선에서 노무현 대통령 후보 언론특보를 맡았고, 노무현 정부에서 국정홍보처장, 한국방송광고공사 사장 등을 지냈다. 
제19대 대선에서 문재인 대통령 후보 언론특보와 고문으로 활동하였다. 
2018년 6월 더불어민주당 소속으로 서울 강남구청장에 당선되었다. 강남구청장에 민주당 후보가 당선된 것은 지방자치가 실시된 1995년 이래 처음이다.
2022년 제8회 전국동시지방선거에서 강남구청장 재선에 도전했다. 하지만 29.60%의 득표율로 낙선했다.

## 학력
- 1964 서울전곡국민학교 졸업
- 1967 고입자격 검정고시
- 1968~1971 경희고등학교 졸업
- 1971~1978 고려대학교 정경대학 정치외교학 학사
- 2003~2006 경희대학교 언론정보대학원 언론학 석사

## 경력
- 1978. 10.~2001. 11. 중앙일보 기자(사회부·정치부 차장, 체육부장, 편집부국장)
- 2002. 5.~2002. 12. 제16대 대통령 선거 새천년민주당 노무현 대통령 후보 언론특보
- 2002. 12.~2003. 2. 제16대 대통령직인수위원회 인수위원 겸 대변인
- 2003. 3.~2004. 3. 제3대 국정홍보처 차장
- 2004. 2.~2005. 3. 제5대 국정홍보처장
- 2005. 9.~2006. 5. 경희대학교 아태국제대학원 초빙교수
- 2006. 5.~2008. 4. 한국방송광고공사(KOBACO) 사장
- 2012. 3.~2012. 10. 민주통합당 제18대 대통령 선거 후보 경선 문재인 후보 언론특보단장
- 2017. 3.~2017. 5. 제19대 대통령 선거 더불어민주당 문재인 후보 언론고문
- 2018. 7.~2022. 6. 제21대 서울특별시 강남구청장(민선 7기, 더불어민주당, 초선)

## 가족 관계
- 배우자 최경미, 자녀 1남

## 전과
- 교통사고처리특례법위반: 금고 8월, 집행유예 1년 - 1992년 5월 14일 선고[1]

## 역대 선거 결과
|  | 46.08% |

|  | 29.60% |